# Вулиця Гінтовта
Вулиця Гінтовта — вулиця в Первомайському районі та мікрорайоні Уруччя міста Мінська.
Названа на честь Вітольда Гінтовта (1922—1987), радянського танкіста, учасника боїв на Калінінському напрямку, під Ржевом, Курської битви, визволення України, Польщі, Румунії, боїв у Німеччині, Героя Радянського Союзу.

## Історія
23 березня 1990 року — присвоєно ім'я В. М. Гінтовта.
Станом на 2011 рік велося будівництво нового тролейбусного парку.

## Опис
Починається від МКАД
Перетинає вулиці:
- Городецька
- Уручська
- Острошицька

## Об'єкти
Будинки:
- 14 — відділення зв'язку[7]
- 22 — ДЗО «Середня загальноосвітня школа № 202»[8]
- БІЗНЕС-ЦЕНТР «ДЕПО» (на перетині вул. Гінтовта та вул. Городецької)

## Транспорт
- Автобус: 33, 99, 113с
- Тролейбус: 2, 37, 42
- Маршрутне таксі: 1141[9]